# Рос Дейли
Рос Дейли (на английски Ross M. Daly) е гръцки фолклорен изпълнител с ирландски произход. Един от най-известните изпълнители на съвременната гръцка фолклорна музика на о. Крит (Гърция). Роден на 29 септември 1952 г. в Кингс Лин, Англия. Свири на критската лира. Вече над 40 год живее на остров Крит. Възприема музиката като “език за диалог с това което възприема като свято”.

## Биография
Рос Дейли е ирландец, роден на 29 септември 1952 г. в Кингс Лин, Англия. Края на 70—те години на 20—ти в. като много членове на хипи движението и той обикаля редица страни от Близкия изток, Централна Азия и Индийския полуостров. Изучава различните форми на местните музикални традиции. През 1982 г., в едно от селата на о. Крит, създава образователна институция наречена “Музикална работилница Лабиринт” (Labyrinth Musical Workshop) . Селото се намира на двадесет километра южно от столицата Хераклион. Там той показва над 250 музикални инструмента, събрани по време на пътуванията му.
От 2002 г. неговата “Музикална работилница Лабиринт“ става домакин на семинари и „майсторски курсове“ с преподаватели от различни страни на фолклорни музикални традиции.  Там той успява да привлече студенти от цял свят. Музикалната работилница „Лабиринт“ е основана с цел развитие на музикални сюжети конструирани на база традиционни музикални изразни средства — такива от различни краища на света. 
През 1990 г. Рос Дейли изобретява нов тип критска лира. Тя включва елементи от „раки“ (византийската лира) и индийската саранги. Резултатът е: лира с три свирещи струни с дължина 29 см (подобно на стандартната критска лира) с добавка от 18 допълнителни струни, които, в индийски стил, резонират върху метални заоблени мостове — джавари. По-късно той добавя още струни и те стават 22.
Рас Дейли е издал над 35 албуми. Те съдържат негови  композиции и нови аранжименти на традиционни мелодии, събирани от него по време на пътуванията му.
През лятото на 2004 г. той става арт директор на културната програма на Олимпийските игри за олимпийския град Ираклион на остров Крит. Програмата е озаглавена "Крит, музикален кръстопът". Той е организатор и ръководител на 15 концерта с участието на 300 музиканти от цял свят.
Рос Дейли е създател на термина “съвременна модална музика”. С него се обозначават нови композиции, написвани на база музикални фолклорни традиции събрани от различни краища на света — от Западна Африка до Западен Китай. Композиторите на съвременната фолклорна музика трябва най-напред да изучат различни музикални приоми на фолклорните традиции от различни места на света и едва след това да започват за композират нови произведения, в които да интегрират елементи от научените музикални идиоми. Музикалната работилница Лабиринт, чийто основател и художествен директор е Рос Дейли, е организация с много активна дейност по отношение популяризиране и подкрепа именно на този тип композиране. Приема се, че това е начинът чрез който може да се преминат етническите и културни граници и да се стимулира развитието на съвременното творчество чрез създаване на ново музикално звучене, приемайки традиционното такова, свързващо се с отминалите времена.  
Самият Рос Дейли оспорва виждането за архаизъм в музиката и вярва, че епитетът „традиционен“ предполага преди всичко елемент на безвремие, в който приносите на миналото, настоящето и бъдещето са еднакво важни и релевантни за един творчески процес. 
На европейските избори през 2009 г. той е кандидат за европейски депутат от партията на “Зелените еколози” в Гърция.

## Дискография
- Oneirou Topi (1982)
- Lavyrinthos (1984)
- Ross Daly (1986)
- Anadysi (1987)
- Elefthero Simio (1989)
- 7 songs and 1 Semai (с Spyridoula Toutoudaki) (1989)
- Kriti 1 (with Manolis Manassakis) (1989)
- Pnoe (с Vassilis Soukas) (1990)
- Hori (1990)
- the Circle at the Crossroads (1990)
- Kriti 2 (с Babis Chairetis aka "Vourgias")
- Selected Works (1991)
- An Ki (с Djamchid Chemirani) (1991)
- Mıtos (1992)
- Cross Current (с Djamchid Chemirani & Irshad Khan) (1994)
- Naghma (с Paul Grant, Bijan Chemirani & Nayan Ghosh) (1998)
- At The Cafe Aman (1998)
- Synavgia (1998)
- Beyond The Horizon (2001)
- Gulistan (с Bijan Chemirani) (2001)
- Kin Kin (2002)
- Music Of Crete (2002)
- Iris (2003)
- Mıcrokosmos (2003)
- Echo Of Time (2004)
- Spyrıdoula Toutoudaki – Ross Daly / Me Ti Fevga Tou Kerou (2004)
- Live At Theatre De La Vılle / Avec Le Trio Chemıranı (2005)
- White Dragon (2008)
- The Other Side (2014)
- Tin Anixi Perimenes (с Vassilis Stavrakakis, Giorgos Manolakis) (2015)
- Osi Hara’Houn ta Poulia (с Evgenia Damavoliti-Toli) (2016)
- Lunar (с Kelly Thoma) (2017)

==Концертни изяви==
- Musicaves, Givry (71), Франция (2013)
- Kala Kathoumena, Nicosia (Old City), Кипър (2012)
- Bourges, Франция (2008)
- Al Dhafra Concert Hall, Абу Даби (2008)
- Rainforest World Music Festival, Саравак, Малайзия (2008)
- Théâtre de la Ville, Париж, Франция (1992–93, 2002,2003,2005, 2008)
- Nikos Kazantzakis Theater, Ираклион, Крит (1996, 1999, 2001, 2008)
- Jerusalem Oud Festival, Йерусалим, Израел (2008)
- San Sebastien Festival, Сон Себастиан, Испания (2008)
- Purcell Room, London (2007), Clarinet Festival, Британия (2008)
- Pieśń naszych korzeni, Song of our Roots Архив на оригинала от 2009-02-18 в Wayback Machine., Ярослав, Полша, (2008)
- Emirates Palace Theater (2006, 2007)
- Нюремберг , Германия (1992, 2006)
- Migration Festival, Тайпе, Тайван (2006)
- International Lute Festival, Tetouan, Мароко (2006)
- Madrid Summer Festival, Sabatini Gardens, Испания (2006)
- International Festival, Варшава, Полша (2006)
- Manresa Festival, Барселона, Испания (2006
- Municipal concert hall, Кайсери, Турция (2006)
- Athens Concert Hall, Атина, Гърция (1993, 2006)
- Cairo Opera House, Кайро, Египет (2006)
- Cemal Reşit Rey Concert Hall, Истамбул, Турция (1997, 2005, 2006)
- National Concert Hall, Дъблин, [[Ирландия][ (2005)
- Konzerthaus Mozart Saal, Виена, Австрия (2005)
- San Francisco World Music Festival, Сан Франциско, САЩ (2005)
- State Theatre Company, Аделайде, Австралия (2005)
- Skala Aglantza Nicosia, Кипър (2005)
- Oslo Cathedral, Осло, Канада (2004)
- Södra Teatern, Стокхолм, Швеция (2004)
- World Music Festival, Скопие, С. Македония (1999, 2003)
- Urkult Festival, Nämforsen, Швеция (2003)
- Festival de Saint Chartier, Франция (2003)
- Копенхаген, Дания (1995–97, 2003)
- Thessaloniki Concert Hall, Солун, Гърция (2002)
- Rudolstadt Festival, Германия (2002)
- Queen Elizabeth Hall, Лондон, Англия (1998, 2000, 2002)
- Protestant Church, Бруксел, Целгия (2001)
- Isle of Wight Festival (2000)
- Archaeological Museum, Мадрид, Испания (1998–99, 2001)
- Festival of Murcia, Мавриция, Испания (1999)
- WDR, Munich, Мюнхен, Германия (1999)
- Lycabbetus theatre, Athens (1987,91,93,98)
- Odeon of Herodes Atticus, Гърция (1992, 1998, 2022)
- Архус, Дания (1997)
- Huset theatre, Ахлборг, Дания (1995–97)
- Passionskirche, Берлин, Германия (1994,95,96)
- Les Nuits Atypiques Festival, Лангон, Франция (1995)
- Luxemburg Concert Hall Люксембург (1992, 1994)
- WDR Wuppertal, Германия (1992)
- Франкфурт, Германия (1992)
- Epidaurus Theatre, Гърция